# 黄山紫荆
黄山紫荆（学名：Cercis chingii）也称秦氏紫荆，是豆科紫荆属的植物，为中国的特有植物。分布于中国大陆的浙江、广东、安徽等地，生长于海拔300米至900米的地区，一般生于海拔山地疏林灌丛中及路旁，目前尚未由人工引种栽培。
本种以秦仁昌（1898-1986）教授的姓氏命名。

## 别名
秦氏紫荆（中国植物图谱）